# جاش چیلدرس
جاش چیلدرس (انگلیسی: Josh Childress؛ زادهٔ ۲۰ ژوئن ۱۹۸۳) بازیکن بسکتبال اهل ایالات متحده آمریکا است.
از باشگاه‌هایی که در آن بازی کرده‌است می‌توان به آتلانتا هاوکس، نیو اورلینز پلیکانز، باشگاه بسکتبال المپیاکوس، بروکلین نتس، و فینیکس سانز اشاره کرد.